# Andreas Kilb
Andreas Kilb (* 9. August 1961 in Frankfurt am Main) ist ein deutscher Journalist, Kultur- und Filmkritiker.

## Leben
Nach dem Studium der Germanistik, Romanistik, Publizistik und Philosophie in Mainz und Frankfurt am Main schrieb Kilb ab 1982 Film- und Fernsehkritiken für die Frankfurter Allgemeine Zeitung. 1987 wechselte er als Filmredakteur nach Hamburg zur Wochenzeitung Die Zeit, für deren Feuilleton er 1998/99 ein Jahr lang aus Los Angeles berichtete. Seit April 2000 arbeitet Kilb wieder für die FAZ als deren Kulturkorrespondent in Berlin. Unter dem Titel Was von den Bildern blieb veröffentlichte er eine Auswahl seiner Filmkritiken und Aufsätze im Verlag für Berlin-Brandenburg.
2016 nahm Kilb an der BBC-Wahl zu den 100 bedeutendsten Filmen des 21. Jahrhunderts teil und wählte In the Mood for Love (2000) von Wong Kar-Wai auf den ersten Platz.
Kilb rezensiert auch Belletristik und Sachbücher.
Andreas Kilb ist verheiratet und hat zwei Kinder.

## Filme (Auswahl)
- Der Mut und die Qualen. Unter anderen über das Leben von Margarete Barcza.[5]

## Schriften (Auswahl)
- Kinoblicke – Ausgewählte Filmkritiken. Verlag für Berlin-Brandenburg, Berlin 2009, ISBN 978-3-86650-327-4.
- Was von den Bildern blieb – Ausgewählte Filmkritiken. Verlag für Berlin-Brandenburg, Potsdam 1997.